# Căpâlnaș
Căpâlnaș – wieś w Rumunii, w okręgu Arad, w gminie Birchiș. W 2011 roku liczyła 893 mieszkańców. 